# Самойленко, Юрий Иванович
Юрий Иванович Самойленко (8 апреля 1932, Воронеж — 11 декабря 2008, Киев) — советский и украинский физик, математик и кибернетик, член-корреспондент Национальной академии наук Украины. Имел широкий круг научных интересов. В частности, его научная деятельность была связана с физикой плазмы, информатикой, математическим моделированием физических процессов, космическими исследованиями, физикой льда, биоэлектромагнетизмом. Основатель физической кибернетики.

## Биография
Родился 8 апреля 1932 года в городе Воронеже.
В 1949 году окончил среднюю школу в городе Киеве и стал студентом радиотехнического факультета киевского политехнического института, который окончил с отличием в 1954 году.
С 1954 по 1957 год учился в аспирантуре Киевского политехнического института по специальности «теоретическая радиотехника».
В 1961 году защитил кандидатскую диссертацию. После защиты диссертации работал научным сотрудником в Киевском институте автоматики.
С 1963 года работал в Институте кибернетики АН УССР, где в 1971 году защитил докторскую диссертацию по теории и методам автоматического управления быстропротекающими физическими процессами в термоядерных установках.
С 1971 по 1996 год возглавлял отдел динамики управления быстропротекающими процессами.
15 января 1988 года был избран член-корреспондентом АН УССР по специальности «математическое моделирование физических процессов».
С 1991 года — член Европейской биоэлектромагнитной ассоциации (EBEA).
В 1992 году награждён премией НАН Украины имени В. М. Глушкова.
С 1996 по 1997 год работал в Институте космических исследований НАНУ-НКАУ, с 1997 года — главный научный сотрудник Института математики Национальной академии наук Украины.
С 2006 года работал в этом институте в отделе комплексного анализа и теории потенциала.

## Научные достижения
С именем Ю. И. Самойленко связано построение основ теории пространственно распределенных систем управления быстропротекающими физическими процессами. Он изобрёл и внедрил в Институте атомной энергии им. И. В. Курчатова высокоэффективную систему автоматического управления равновесием плазмы в установках типа токамак. Под его руководством в 1987 году построен первый в Киеве токамак с управляемыми полями. Он построил автоматические модели эволюции профилей распределения плазмы в токамаке, предложил новый метод угнетения опасных релятивистских нестабильностей в некоторых моделях ускорителей.
Одним из выдающихся достижений Ю. И. Самойленко в информатике является построение теоретических основ пространственно-распределенных систем сверхдальнего приема радиосигналов космической связи. В частности, он получил очень важный результат, который состоит в том, что при оптимальной пространственно-временной фильтрации сигналов на фоне случайных полей помех существует возможность сколь угодно точного восстановления полезной информации при условии достаточно низкого уровня внутренних флуктуаций в приёмном устройстве. Этот результат основывался на волновой природе информационных полей. Развитие идей пространственно-распределённых информационно-управялющих систем было плодотворно использовано для разработки теории и методов преобразования дискретной информации в атомно-молекулярных структурах с учётом физических закономерностей квантовой механики.
Ю. И. Самойленко сформулировал принципы преобразования дискретной информации на квантовом уровне. В 1971 году им была предложена новая идея относительно реализации вычислительной машины на управляемых квантовых переходах вместо элементарных операций на макроуровне, которые сопровождаются выделением тепла и нежелательными проявлениями квантовой неопределённости Гейзенберга; выведению подлежала только результативная информация, которая переводится практически без потерь на макроуровень. Эта работа и цикл последующих публикаций Ю. И. Самойленко намного опередили известную работу Р. Фейнмана «Квантово-механические ЭВМ», появившуюся в журнале «Успехи физических наук» лишь в 1986 году, и одновременно стали основой для написания совместно с А. Г. Бутковским монографии.
Вместе с учениками он построил математическую модель управляющего влияния надвысокочастотного излучения на биофизические объекты, разработал теоретико-групповые методы оптимизации и декомпозиции билинейных систем управления. Он успешно провёл соответствующие эксперименты в содружестве с Институтом биофизики (г. Зеленоград). За эти результаты в 1991 году его избрали членом Европейской биоэлектромагнитной ассоциации (EBEA).
Опыт Ю. И. Самойленко и его учеников в области математического моделирования физических процессов дал возможность создать уникальные модели прогнозирования миграций радионуклидов в Днепровском каскаде водохранилищ и успешно использовать их для составления реальных прогнозов.
В области математического моделирования планетарного магнетизма Ю. И. Самойленко исследовал характер течения в слое слабовязкой жидкости между сферическими оболочками, которые соосно вращаются с разными угловыми скоростями. Им обнаружено, что, кроме приповерхностных пограничных слоёв, в окрестности экваториальной плоскости возникает внутренний пограничный слой с радиальным направлением течения, а также выяснено, что во внутреннем объёме угловая скорость вращательного движения жидкости существенно зависит от радиуса, то есть это движение имеет совсем не «твердотельный» характер, как считалось раньше. Обнаруженные свойства структуры поля скоростей течения в ядре позволили доказать возможность самовозбуждения магнитного поля планеты при достаточно большом магнитном числе Рейнольдса.
При исследовании математических моделей планетарного магнетизма и динамики вращательного движения гравитирующего вещества со свободной границей Ю. И. Самойленко установил необходимые, а также достаточные условия генерации магнитного поля в жидких электропроводящих ядрах планет, испытывающих приливное торможение собственного вращательного движения. Им проведен сравнительный анализ полученных результатов с фактическими данными наблюдений для всех планет Солнечной системы. Совпадение теоретических данных моделирования и измерений целиком подтвердило приливную гипотезу энергопривода гидромагнитного планетного динамо. Впервые дано объяснение причины образования экваториального горного хребта на спутнике Сатурна Япет, обнаруженного на фотоснимках, которые были переданы космическим зондом Кассини в начале 2005 года. Для решения краевых задач математической физики с операторами Стокса 2-го и 4-го порядка он ввел аппарат полианалитических функций и соответствующий функциональный базис.
Последние годы своей жизни Ю. И. Самойленко исследовал проблему когерентизации энергии тепловых флуктуаций, берущую начало от идей Максвелла, рассматривая её при этом не только как физическую проблему, но и как кибернетическую. Он пропагандировал идею, согласно которой нужно привлекать к исследованию этой проблемы результаты такого раздела науки про управление, как теории синтеза пространственно-распределенных и функционально интегрированных билинейных систем.
Им была предложена физически реализованная математическая модель Лагранжа-Релея-Найквиста открытой билинейной двуканальной системы управления, позволяющая осуществлять частичную когерентизацию энергии однотемпературных тепловых флуктуаций и трансформировать её в периодические внешние управляющие поля, увеличивая их общую энергию, которая имеет когерентную форму.
В процессе исследования существенно нелинейных процессов в технических и физико-механических системах Ю. И. Самойленко сделал значительный вклад в развитие теории управления и идентификации применительно к билинейным динамическим системам, разработал теоретико-групповые методы оптимизации и декомпозиции билинейных систем управления.
Изучая динамику молекулярной структуры льда, он произвёл уточненную оценку информационной энтропии протонной подсистемы как носителя дискретной информации в будущих молекулярных сенсорах и вычислительных приборах и предложил методы управления расположением протонов на водородных связях.
Фундаментальные исследования и технологические изобретения Ю. И. Самойленко изложены более чем в 150 научных публикациях, в том числе в пяти монографиях. У него 18 авторских свидетельств на изобретения. Он является лауреатом премии им. В. М. Глушкова НАН Украины.
Ю. И. Самойленко успешно объединял научную и педагогическую деятельность, он является основанием научной школы физической кибернетики. Среди его учеников 5 докторов и 17 кандидатов наук.
Также он был членом экспертного совета Высшей аттестационной комиссии Украины и специализированного учёного совета по защите докторских диссертаций, членом редколлегий отечественных и международных научных журналов, президентом Научного фонда специалистов по молекулярной кибернетике и информатике, вице-президентом Международного научного совета по теоретическому материаловедению, членом Европейской биоэлектромагнитной ассоциации.

## Монографии
- Самойленко Ю. И., Волкович В. Л. Пространственно распределенные приемные и управляющие системы. — Киев: Техника, 1968. — 138 с.[5]
- Бутковский А. Г., Самойленко Ю. И. Управление квантово-механическими процессами — М.: Наука, 1984. — 256 с.[4]
- Самойленко Ю. И., Губарев В. Ф., Кривонос Ю. Г. Управление быстропротекающими процессами в термоядерних установках. — Киев: Наук. думка, 1988. — 383 с.[6]
- Butkovskiy A.G, Samoilenko Yu.I. Control of quantum-mechanical processes and systems. — Dordrecht: Kluwer Academic Publishers, 1990. — 232 p.[7]
- Самойленко Ю. И. Проблемы и методы физической кибернетики. — Киев: Ин-т математики НАН Украины. — 2006. — 644 с.[8]

## Изобретения
- Устройство для удержания плазмы. — (А.с. № 356979 от 23.07.1969).
- Индукционный датчик форми границы раздела двух сред с различными коэффициентами электропроводности. — (А.с. № 440590 от 27.12.1971).
- Устройство для стабилизации плазмы. — (Соавторы: Чуянов В.А и др., А.с. № 467705 от 30.08.1973).
- Устройство для удержания плазмы. — (Соавторы: Бутенко В. К., А.с. № 534652 от 09.02.1976).
- Индукционное устройство для плавки металла во взвешенном состоянии. — (Соавторы: Дворянков В. Л., А.с. № 766043 от 30.06.1978).
- Управляемый источник питания на базе электромашинных агрегатов с инерционными накопителями. — (А.с. № 942200 от 31.07.1978).
- Устройство для компенсации индуктивного сопротивления цепи при помощи отрицательной индуктивности. — (А.с. № 907687 от 18.12.1978).
- Магнитная подвеска ротора. — (Соавторы: Козорез В. В., А.с. № 854102 от 11.04.1979).
- Способ формирования импульса тока в индуктивной нагрузке емкостного секцированного накопителя. — (Соавторы: Гриша А. И., Остапченко Б. К., Снегур А. А., положит. реш. ВНИ ИГПЭ по заявке № 2903668/18-25 от 01.04.1980).
- Индукционное устройство для плавки металла во взвешенном состоянии. — (Соавторы: Дворянков В. Л., Савченко А. П., А.с. № 771911 от 20.06.1980).
- Способ получения композиционных материалов и устройство для его осуществления. — (Соавторы: Дворянков В. Л., А.с. № 982248 от 25.02.1981).
- Индукционное устройство для плавки металлов во взвешенном состоянии (III). — (Соавторы: Дворянков В. Л., А.с. № 869077 от 14.05.1981, опубл. БИ № 36, 1981).
- Датчик давления. — (Соавторы: Дворянков В. Л., А.с. № 979924 от 10.06.1981).
- Магнитная подвеска ротора. — (Соавторы: Козорез В. В., А.с. по заявке № 2760652 от 1981).
- Электрическая машина с магнитной подвеской ротора. — (Соавторы: Козорез В. В., А.с. по заявке № 2975916 от 1981).
- Способ электромагнитной подвески жидких электропроводных материалов. — (А.с. № 1068224 от 1984).
- Устройство для электромагнитной подвески жидких электропроводных материалов. — (А.с. № 1068224 от 1984).
- Способ бесконтактного удержания жидких проводников в магнитном поле. — (Соавторы: Кривонос Ю. Г., Ткаченко В. А. и др., А.с. № 1700774 от 22.08.1991).
- Устройство для бесконтактной плавки и очистки электропроводных материалов во взвешенном состоянии. — (Соавторы: Дворянков В. Л., Ткаченко В. А. и др., А.с. № 1764189 от 22.05.1992).